# Пети, Шарль Фредерик
Шарль Фредерик Пети (фр. Charles Frédéric Petit; 6 мая 1857, Карньер — 19 февраля 1947, Кодри) — французский стрелок из лука, дважды бронзовый призёр летних Олимпийских игр 1900.
На Играх 1900 в Париже Пети соревновался в двух классах: «Кордон доре» на 33 м и «Шапеле» на 33 м. В каждом из них он становился третьим, выиграв в итоге две бронзовые медали.